# Pietro Rota
Pietro Rota (Correggio, 30 gennaio 1805 – Roma, 3 febbraio 1890) è stato un arcivescovo cattolico italiano.

## Biografia
Fu nominato vescovo di Guastalla il 23 marzo 1855 e successivamente, il 27 ottobre 1871, vescovo di Mantova. Nella città virgiliana ebbe come compito principale quello di ripristinare l'ortodossia dopo la parentesi liberale rappresentata dal vescovo Giovanni Corti favorevole alle rivendicazioni unitarie. Durante tale periodo furono infatti eseguite le condanne a morte degli 11 patrioti noti come i "martiri di Belfiore", tra i quali ben tre erano sacerdoti della diocesi mantovana, Enrico Tazzoli, Giovanni Grioli e Bartolomeo Grazioli. Per le sue posizioni ortodosse fu denunciato e condannato a una ammenda e a una pena detentiva scontata dal 19 al 25 settembre 1873. Fondò il periodico Il Vessillo Cattolico, che fu pubblicato dal 1872 al 1876.

## Genealogia episcopale
La genealogia episcopale è:
- Cardinale Scipione Rebiba
- Cardinale Giulio Antonio Santori
- Cardinale Girolamo Bernerio, O.P.
- Arcivescovo Galeazzo Sanvitale
- Cardinale Ludovico Ludovisi
- Cardinale Luigi Caetani
- Cardinale Ulderico Carpegna
- Cardinale Paluzzo Paluzzi Altieri degli Albertoni
- Papa Benedetto XIII
- Papa Benedetto XIV
- Papa Clemente XIII
- Cardinale Marcantonio Colonna
- Cardinale Giacinto Sigismondo Gerdil, B.
- Cardinale Giulio Maria della Somaglia
- Cardinale Carlo Odescalchi, S.I.
- Cardinale Costantino Patrizi Naro
- Arcivescovo Pietro Rota